# 日本スポーツ企画出版社
株式会社日本スポーツ企画出版社（にっぽんスポーツきかくしゅっぱんしゃ、Nippon Sports Kikaku Publishing inc.）は、東京都文京区にあるスポーツ関連の書籍や雑誌を扱う出版社。

## 沿革
- 1973年10月 - 日本スポーツ企画出版社を設立
- 1974年 -「スマッシュ」創刊
- 1978年 -「サッカーダイジェスト」（月刊）創刊
- 1992年 -「サッカーダイジェスト」を隔週刊に移行し、翌年から週刊化
- 1993年 -「ダンクシュート」創刊
- 1995年 -「ワールドサッカーダイジェスト」創刊
- 1998年 -「スラッガー」創刊
- 2005年 -「フットサルダイジェスト」創刊（現在は休刊）
- 2014年 -「サッカーダイジェスト web」開設
- 2016年 -「スラッガー」を隔月刊に移行

## 発行する雑誌
- サッカーダイジェスト（月刊）
- ワールドサッカーダイジェスト（月2回発行）
- スマッシュ（月刊）
- ダンクシュート（月刊）
- スラッガー（隔月刊）

### 休刊した雑誌
- フットサルダイジェスト